# Giuseppe Croce
Giuseppe Croce (Somma Lombardo, 18 aprile 1853 – Milano, 29 settembre 1915) è stato un artigiano, politico e giornalista italiano.

## Biografia

### I primi anni
Nacque a Somma Lombardo da Carlo Croce e Clementina Giusti; date le modestissime condizioni economiche della famiglia non poté frequentare nemmeno la scuola elementare e iniziò a lavorare giovanissimo, prima come selciatore, poi come garzone di bottega. Prima dei vent'anni si trasferì a Milano dove trovò lavoro come guantaio. Lì imparò a leggere e scrivere e si diede autonomamente delle basi culturali che gli avrebbero permesso successivamente di ricoprire un ruolo di primo piano all'interno del nascente movimento operaio e socialista.

### L'inizio dell'attività politica e il Partito Operaio Italiano
Nel 1881 partecipò al congresso di fondazione della Confederazione operaia lombarda come delegato del circolo operaio milanese. Il 17 maggio 1882 fu tra i promotori della Sezione operaia elettorale milanese. I democratici e i repubblicani accusarono la nuova formazione autonoma di mirare a chiudere gli operai in una setta illiberale. Il risultato negativo alle elezioni convinse i capi della corrente operaista che non c'erano ancora le condizioni per la creazione di partito autonomo e che era necessaria un'opera di diffusione dei propri principi e creare e consolidare piccole organizzazioni locali.
Nel 1883 Croce partecipò alla creazione della Lega dei Figli del Lavoro, un'associazione mista di operai di vari mestieri «uniti dal vincolo della resistenza» e nello stesso anno divenne direttore responsabile e redattore del nuovo periodico dell'associazione, il Fascio Operaio. Tra il 1883 e il 1884 partecipò al III e al IV Congresso della Confederazione operaia lombarda come delegato dei Figli del lavoro di Busto Arsizio e divenne la voce più rappresentativa della corrente operaista.  In opposizione alla corrente democratico-borghese, Croce sosteneva il più netto rifiuto della legislazione sociale, dell'arbitrato in caso di conflitti tra capitale e lavoro, l'abolizione degli articoli del codice penale relativi agli scioperi, rivendicandone la libertà assoluta, la libertà di coalizione e il riconoscimento delle società operaie. Nonostante gli operaisti non avessero eletto nessun loro rappresentante nella direzione della Confederazione operaia lombarda, grazie all'opera di Croce riuscirono a trasformare la loro corrente in maggioritaria, cosa che venne sancita a Brescia nel 1885 durante il V Congresso: Giuseppe Croce entrò a far parte del comitato direttivo della Confederazione. Grazie alla nuova carica riuscì a far confluire la maggior parte delle società operaie lombarde nel neo-nato Partito Operaio Italiano.
Nell'agosto 1884, insieme a Costantino Lazzari, Alfredo Casati e in unione con le Camere del Lavoro di Milano, Busto Arsizio, Gallarate, Legnano e Sacconago, aveva creato la federazione regionale dell'Alta Italia del Partito Operaio italiano. Nel maggio 1885, grazie ai crescenti consensi, la federazione regionale riuscì a trasformarsi in partito e Croce venne eletto come membro del comitato centrale. Assieme a Giuseppe Beretta partecipò attivamente alle lotte dei lavoratori e fu il principale organizzatore degli scioperi dei cappellai di Monza del 1885. Divenne così molto popolare tra le masse lavoratrici. Nel luglio 1885 Croce venne processato per aver istigato gli scioperi e fu condannato a venti giorni di carcere. Nel 1886 partecipò alle elezioni politiche nei collegi di Intra, Busto Arsizio e Monza. Nonostante avesse ottenuto dei buoni risultati personali (4.508 voti sui 17.161 del POI) non venne eletto. Il 23 giugno il partito venne sciolto e il periodico venne sequestrato; Croce venne arrestato, processato e condannato a tre mesi di carcere e a una multa di 300 lire.
L'arresto dell'intero quadro dirigente e lo sbandamento che ne derivò per tutte le sue strutture segnarono la fine del tentativo di guidare un processo aggregativo di società operaie, leghe, comitati e circoli sul piano nazionale. Tra 1885 e 1886 c'era stato un serrato confronto con il Partito Socialista Rivoluzionario, che non aveva portato ai risultati sperati da alcuni (tra i quali Costa) e si era arenato su questioni di principio e su problemi di leadership. Lo scioglimento e gli arresti compromisero notevolmente la vita del partito: per eludere i divieti della prefettura la sede del Fascio Operaio venne spostata ad Alessandria e Croce si trovò così costretto ad abbandonare la direzione del periodico. Nel 1887 promosse, assieme a repubblicani, radicali e socialisti, una vasta campagna per il ritiro delle truppe italiane dall'Africa e partecipò a comizi anticolonialisti a Milano e Ravenna.
Tra il 1887 e il 1890 si dedicò al consolidamento delle strutture del partito e all'organizzazione del movimento contadino: la Questura di Milano annotò come Croce stava facendo da tempo «propaganda di idee socialiste nelle campagne». Nel maggio 1889 venne arrestato per gli scioperi agrari di Gallarate e Abbiategrasso. Il nuovo arresto portò ad un altro sconvolgimento del partito e alla fine delle pubblicazioni del Fascio Operaio. Croce avviò la base del partito verso un nuovo partito socialista e verso l'approdo delle camere del lavoro: contribuì da un lato ad eliminare dal movimento le tematiche degli anarchici, dall'altro a ridurre il forte pregiudizio contro la lotta politica presente nelle leghe di resistenza. Già nel 1888 si era iscritto al Circolo socialista milanese, nel 1889 aderì alla Lega dei socialisti, fondata da Filippo Turati, Lazzari e Casati. Questo sodalizio intendeva infondere negli operai del POI una coscienza socialista. Nello stesso anno si presentò come candidato alle elezioni comunali nella lista del Fascio dei lavoratori, senza però riuscire ad essere eletto. Sempre nel 1889 fu invitato a rappresentare il POI al I Congresso della Seconda Internazionale svoltosi a Parigi durante l'esposizione universale.
Durante il lungo e difficoltoso processo che tra il 1888 e il 1892 portò alla fusione e unificazione tra la corrente operaista e quella socialista del movimento operaio italiano, Croce fu il leader operaista più favorevole al processo unitario. In questo periodo maturò una visione più organica e moderna dell'attività politica e sindacale, capì la necessità di un superamento delle concezioni economiche, corporative ed operaiste del POI verso una più ampia visione socialista. Dal VII congresso del POI fece parte del comitato organizzativo del nuovo partito; Croce risultava ormai favorevole alla fusione con i socialisti legalitari, mentre Casati rimaneva un difensore intransigente dell'operaismo. Partecipò al I Congresso Operaio Italiano (agosto 1891) come membro del comitato esecutivo e venne eletto nel comitato provvisorio del nuovo partito. Partecipò all'elaborazione del nuovo statuto e al congresso di Genova del 1892 che portò alla fondazione del Partito dei Lavoratori Italiani.

### L'attività nelle Camere del Lavoro
Dal 1886 Croce era segretario di una lega e presidente di un'associazione internazionale dei guantai. Partecipò con energia ed entusiasmo al dibattito teorico, al lavoro di propaganda e organizzazione per creare anche in Italia le Camere del lavoro. Con l'istituzione della Camera del Lavoro di Milano nel 1890 ne venne eletto segretario, incarico che ricoprì fino al 1894, per poi diventare presidente della CdL tra 1894 e 1898. Tra 1893 e 1898 fu anche consigliere della Federazione nazionale. Gli statuti della CdL milanese servirono da modello per le altre camere italiane: una organizzazione integrata di società operaie strutturate in sezioni e amministrata da una commissione esecutiva eletta a suffragio universale, che a sua volta nominava un segretario generale. Croce riuscì a legare l'azione per il collocamento contro la disoccupazione operaia a quella rivendicativa, integrandola con lo sviluppo di un solido movimento cooperativo tra società di mutuo soccorso, di miglioramento e di resistenza e sorreggendola con un'intensa agitazione per l'incremento della legislazione sociale. Partecipò come delegato al I e al II Congresso delle Camere del Lavoro e, come membro del comitato direttivo della federazione, svolse un importante ruolo di collegamento a livello nazionale tra le diverse CdL italiane.
Con i moti per il pane del maggio 1898 la Camera del Lavoro rimase indifferente, impreparata e colta di sorpresa sia dalla ribellione spontanea della popolazione, sia dalla repressione statale. A seguito di questi eventi la CdL fu sciolta e Croce fuggì in esilio. Il generale Fiorenzo Bava Beccaris indicò in lui uno di quelli che avrebbero ripreso l'opera «con serio e pratico indirizzo rivoluzionario». Da quel momento Croce concepì la necessità di affiancare alle rivendicazioni economiche immediate dei compiti politici per il sindacato: la difesa delle libertà democratiche e degli interessi del proletariato mediante la legislazione e i servizi sociali. Nel 1899 tornò in Italia e cercò di ricostituire il movimento operaio milanese, guidando soprattutto la riorganizzazione della camera del lavoro e assumendone provvisoriamente la carica di segretario fino all'aprile 1900. Nel luglio fu chiamato a far parte dell'esecutivo camerale, posizione che mantenne soltanto per pochi mesi. Nel marzo 1901 l'ormai dominante leadership riformista rimosse Croce dal suo incarico con motivazioni in parte pretestuose. Da questo momento finì ogni sua attività all'interno dell'organizzazione sindacale.

### Gli ultimi anni
Tra il 1903 e il 1906 entrò nel Partito Socialista seguendo la corrente dei «rivoluzionari» di Arturo Labriola. Nel 1904 con l'VIII congresso di Bologna entrò nella direzione del partito con l'auspicio che continuasse «la lotta di classe... delle leghe di resistenza». Quando dal 1906 l'ala riformista tornò ad essere maggioritaria nel PSI, Croce si trovò isolato e abbandonò ogni militanza attiva.
Giuseppe Croce morì a Milano il 29 settembre 1915.